# Пацієнт

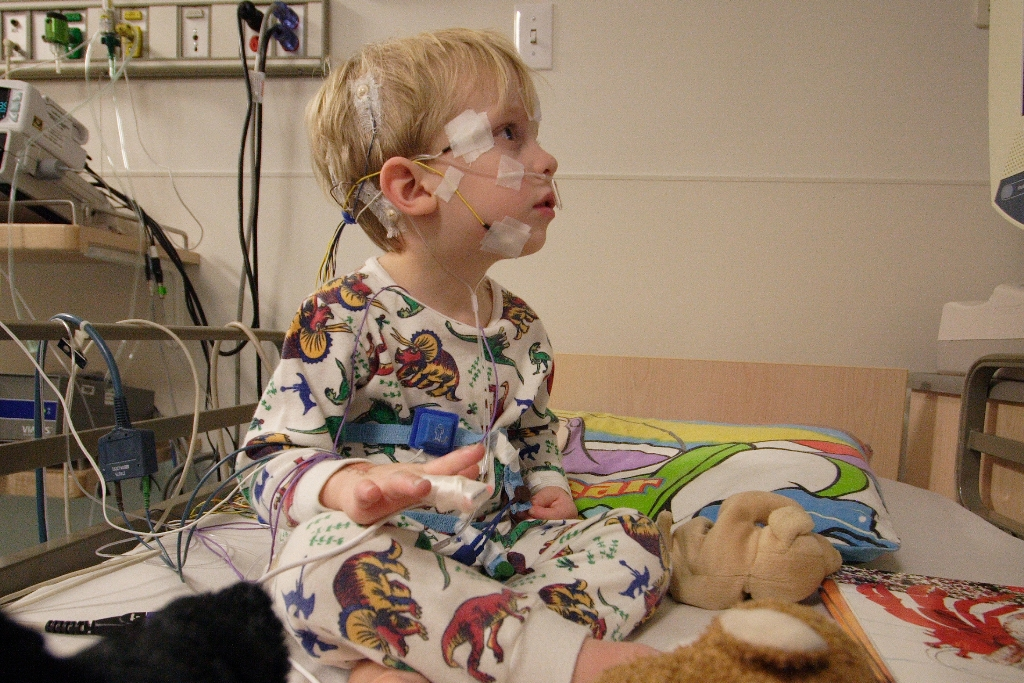
Дитина-пацієнт педіатричного відділення

Паціє́нт (лат. patiens) — людина, яка отримує медичну допомогу (консультування, лікування, медичне спостереження чи здійснюється медична діагностика).

## Сучасне трактування
Згідно з сучасними концепціями розвитку медсестринства, для медичного працівника будь-якого рівня нормою є використання терміна пацієнт замість терміна з вужчим значенням ― хворий. Правовою нормою в юрисприденції також є поняття пацієнт, трактоване дещо ширше.

## Документальна база
Певні права та обов'язки пацієнта сформульовані у міжнародних угодах, наприклад:
- Європейська Хартія Прав Пацієнтів в Україні[5]
- Міжнародний кодекс медичної етики (1949)
- Лісабонська декларація відносно прав пацієнта (1981)[6]
- Положення про захист прав і конфіденційності пацієнта (1993)
- Етичний кодекс фармацевтів (1997)